# Хачатуров, Константин Рубенович
Константин Рубенович Хачатуров (3 июля 1917, Тифлис — 27 июня 1988, Москва) — конструктор авиационных двигателей. Герой Социалистического Труда. Лауреат Ленинской премии.
Один из создателей первых отечественных газотурбинного и дизельного авиационных двигателей. Под его руководством и при непосредственном участии была создана серия отечественных реактивных двигателей 3-го поколения.
Создатель модификаций турбореактивного двигателя форсированного (ТРДФ) для скоростных самолётов МиГ.
Главный конструктор ТМКБ «Союз».
Руководил созданием модификаций и внедрением в серийное производство ТРД С. К. Туманского. Двигатели Xачатурова установлены на самолётах А. И. Микояна, Р. А. Белякова, П. О. Сухого.